# Choco chip
choco chip（チョコチップ）は、日本のイラストレーター、アダルトゲームの原画家。女性。千葉県出身。株式会社アステックトゥーワン所属。「choco-BOX」という同人サークルで活動している。

## 略歴
元々絵を描くことが好きだったが、小学校のころ、絵の得意な女の子が転校してきたことがきっかけで、積極的に描くようになった。
影響を受けた作品として『With You 〜みつめていたい〜』（カクテル・ソフト）を挙げており、同作の原画家の橋本タカシの影響が大きいと話している。また、同じブランドのきゃんきゃんバニーシリーズが好きだと話しており、中でも『きゃんきゃんバニー プルミエール』からの影響も認めている。フリーターをしていたところ、友人から就職するように声をかけられる。その後、パンチラとHシーンを描きたいという考えからアダルトゲーム業界への参入を考えるようになった。
そして、株式会社アステックトゥーワンのブランド「アトリエかぐや」より2001年に発売された『狂淫学園』にて商業デビュー。専門学校には通っていたものの、デビューした後に絵の上達を感じたと述懐しており、凌辱ものである『狂淫学園』では、女性の泣き顔を描くという経験はなかなかないため勉強になったと振り返っている。
M&Mと共に「アトリエかぐや」の2大看板原画家として知られており、2004年から2005年にかけて発売された「ナースにおまかせ」、「家庭教師のおねえさん 〜Hの偏差値あげちゃいます〜」、「姉汁 〜白川三姉妹におまかせ〜」の三作（通称、姉三部作）がヒットとなり、一躍知名度を高めた。とりわけ『ナースにおまかせ』はのちの自分に影響を与えたとchoco chipは「テックジャイアン」とのインタビューの中で話しており、お姉さんキャラクターが得意な原画家として認知されるきっかけになったと述べている。
2010年に体調不良や充電期間を理由にアステックトゥーワンを退社。2011年にはフリーランスの原画家として、ねこにゃんや白羽奈尾とともに、戯画の『シュクレ 〜sweet and charming time for you.〜』に参加した。2013年4月にアステックトゥーワンに復帰。

## 人物
お気に入りの属性はないものの、描いているキャラクターに気分が引きずられやすいため、テンションの高いキャラクターは明るい気持ちになれる一方、シリアスなキャラクターは苦労すると「テックジャイアン」とのインタビューの中で話している。

## 作品リスト

### アトリエかぐや
- 狂淫学園[3]（スタッフは非公開）
- 恥辱診察室
- 妹汁
- ドキドキお姉さん[3]
- まほこい 〜エッチな魔法で恋×濃しちゃう〜
- ナースにおまかせ[3]
- 家庭教師のおねえさん 〜Hの偏差値あげちゃいます〜
- 姉汁 〜白川三姉妹におまかせ〜
- School ぷろじぇくと☆
- 幼なじみと甘〜くエッチに過ごす方法
- 艶女医（エンジョイ） 〜2人のエッチな女医とエロエロ研修体験〜
- プリマ☆ステラ
- さらさらささら
- プリ☆さら 〜ドキドキ×らぶらぶWファンディスク〜
- すぷらっしゅ! - SD原画を担当。
- プレスタ!〜Preciouas☆Star's フェスティバル〜 - SD原画を担当。
- ばくあね 〜弟しぼっちゃうぞ!
- なまイキ 〜生粋荘へようこそ!〜[3]
- CHU×ペット
- ハラミタマ
- えろゼミ〜エッチにヤルきにABC〜
- ばくあね2 〜弟、いっぱいしぼっちゃうぞ!
- しごカレ 〜エッチな女子大生とドキ×2ラブレッスン!!〜
- LOVExHOLIC〜魅惑の乙女と白濁カンケイ〜
- 姉ちゃんのススメ 〜お姉ちゃんのイタズラ性生活〜
- ままごと～ママとないしょのエッチしましょ～
- Mama×Holic ～魅惑のママと甘々カンケイ～[4]
- ねぇねぇ姉[5]
- アネトモ
- Bunny's ママ代行サービス
- PurexHolic〜純潔乙女と婚姻カンケイ!?〜
- おっぱいでかいナースとイチャコラエロ×2入院生活!?